# T-55
T-55 je bil glavni bojni tank Sovjetske zveze, držav Varšavskega pakta ter še nekaterih drugih držav. Razvit je bil konec druga svetovne vojne kot srednji bojni tank z namenim, da nadomesti tehnološko zastareli in po sili razmer izdelan tank T-34 ter njegove predhodnike. Prvi prototip tanka z oznako T-54 se je pojavil marca 1945 množična proizvodnja pa je stekla leta 1947. Zaradi nizke proizvodnje cene, enostavnega vzdrževanja, odpornosti na težke terenske in vremenske pogoje ter zanesljivosti je tank kmalu postal glavno oklepno orožje vojsk vzhodne bloka in tehnološko manj razvitih vojsk. Od leta 1946 do danes je bilo po svetu izdelanih med 86.000 do 100.000 tankov T-55 ter njegovih kopij, kar tank uvršča med najbolj pogosto izdelan tank v zgodovini. Kljub svoji stari zasnovi je tank še vedno v uporabi v številnih vojskah. Nadgrajeno različico tega tanka, pod oznako M-55S, uporablja tudi Slovenska vojska.

## Razvoj
Leta 1943 se je začela druga svetovna vojna prevešati zaveznikom v prid zato so začeli v Rdeči armadi razmišljati, da bodo v prihodnosti potrebovali tehnološko bolj napreden tank kot je T-34. Ta je v tistih razmerah ustrezal vsem težkim pogojem vojne in je bil zaradi tega eden najboljših tankov druge svetovna vojne, vendar pa iz tehnološkega vidika ni imel prihodnosti.  Razvoja novega tanka so se lotili v biroju Morozov (biro je znan tudi po razvoju tanka T-34, T-64 in T-80) za osnovo so vzeli tank T-34M kateremu so dodali boljše vzmetenje, motor, oklep odstranili pa so položaj  strojničarja poleg voznika. S tem so dobili značilno oblika tanka T-55, edina izjema je bila kupola, ki je ostala od tanka T-34 s topom 85 mm. Tank so poimenovali T-44, v letih 1943 do 1944 je bilo izdelanih 1.823 teh vozil. Uporabljali so jih v šolske namene, tanki pa med drugo svetovno vojno nikoli niso videli bojev.
T-44 je bila le ena stopnja v razvoju, ponovnega razvoja so se lotili leta 1944 v Uralvagonzavodu v mestu Nizhnj Tagil. Prototip z oznako T-54 je bil končan februarja 1945, njegova zasnova je bila podobna predhodniku, dodali so le debelejši oklep, povečali premer kupole in vgradili 100 mm top ter dva 7,62 mm mitraljeza. Terenska testiranja so pokazala številne napake zato so v naslednjih mesecih sledile izboljšave hkrati pa so povečali debelino oklepa, dodali 12,7 mm protiletalski top ter povečali kapaciteto tankov za gorivo. Proizvodnja se je kljub številnim začetnim težavam začela leta 1947 v mestih  Nizhnj Tagil in leta 1948 v Kharkivu. V naslednjih letih je bile izdelane številne verzije na katerih so se kar vrstile izboljšave. Razvoj jedrskega orožja je za tanke in njihove posadke pomenil novo nevarnost zato so tanke sredi petdesetih let opremili z RKBO zaščito v začetki šestdesetih let pa so poveljniški tanki že dobili prve termo kamere. Vse nadgradnje so testirali v pravi jedrski eksploziji kjer se je tank odlično odnesel. Prva izboljšana verzija tanka T-54 z, širši javnosti bolje poznano, oznako T-55 se je pojavila 1. januarja 1958 ko je tank šel v proizvodnja še istega leta pa ga je prevzela Rdeča armada. V naslednjih letih je T-54/T-55 glavni bojni tank Rdeče armade in držav Varšavskega pakta, poleg jurišne puške AK-47 je postal tudi glavni izvozni artikel Sovjetske zveze. Zaradi svoje zanesljivosti nizke cene in robustnosti je tank postal glavno oklepno orožje manj razvitih državah. Na seznamu uporabnikov so se znašle številne afriške, arabske in azijske države. Poleg Sovjetske zveze sta tank izdelovali tudi Poljska in Češkoslovaška, pri čemer so bili ti tanki namenjeni večinoma izvozu, licence za njegovo izdelavo pa so bile podeljene še nekaterim drugim državam. Mnogo tankov, predvsem na kitajskem, je bilo izdelanih brez licenc zato sta bili Rusija in Kitajska dolgo časa v spori glede avtorskih pravic.
Tank je boje prvič videl v invaziji na Madžarsko, leta 1956, tam so enega izmed zajetih tankov madžarski uporniki pripeljali pred angleško ambasado kjer ga je podrobno preučil britanski vojaški ataše. S tem so zahodni zavezniki prvič dobili neposreden vpogled v sovjetsko tankovsko tehnologijo. V podobnih bojnih akcija je tank sodeloval tudi med praško pomladjo leta 1968 s čimer se je v zgodovino zapisal kot zatiralec revolucij in demokratičnih sprememb. Drugače pa je bolj obsežne boje tank videl v vietnamski vojni, šestdnevni vojni, jomkipurski vojni, afriških vojnah, vojnah v nekdanji Jugoslaviji in Rusko-ukrajinski vojni.
Od leta 1946 do danes je bilo izdelanih okoli 100.000 tankov T-54/T-55 v šestih glavnih variantah ter nešteto pod variantah s čimer je to najbolj pogosto izdelan tank na svetu. Po več kot 60 letih je tank še vedno v uporabi v številnih vojskah.

## Karakteristike
Tank T-54/T-55 je bil zasnovan, da nadomesti pred in med drugo svetovno vojno manj tehnološko razvite sovjetske tanke. Tako kot večina ruskega orožja je bil zasnovan na robusten način s čimer so dosegli vzdržljivost, zanesljivost, enostavno vzdrževanje, enostavno izdelavo ter nizke proizvodnje stroške. Opravljanje z njim je bilo enostavno ter ni zahtevalo dolgotrajnega usposabljanja. Posadko tanka sestavljajo štirje člani: voznik, poveljnik, topničar in polnilec topa. Voznik sedi v sprednjem delu tanka levo pod kupolo, preostali trije pa so v kupoli. Pri čemer poveljnik in topničar sedita levo od topa polnilec topa pa desno od topa. Glavna oborožitev tanka je top z ožlebljeno cevjo kalibra 100 mm ter dva mitraljeza kalibra 7,62 mm in 12,7 mm. Prvi mitraljez se nahaja v kupoli ob topu, drugi pa je nameščen na kupoli in služi kot protiletalski top. Top je vertikalno in horizontalno stabiliziran na razpolago pa ima 43 granat različnih tipov.
Silhueta tanka je, v primerjavi z zahodnimi tanki dosti nižja, podvozje s petimi kolesi na vsaki strani ter širokimi gosenicami tanku omogoča visoko mobilnost tudi na zahtevnem terenu (puščavski in razmočen teren). Kupola tanka je značilne kupolaste oblike in se nahaja sredi tanka. V zadnjem delu tanka je vodno hlajen dizelski motor V-12 moči 580 KM. Motor lahko poganja več vrst goriv: vse vrste dizelskih gor, letalsko gorivo ter vse vrste bencinov kar je velika značilnost večine ruskih tankov. Gorivo je shranjeno v treh ločenih tankih za gorivo. Eden izmed tankov za gorivo se je nahajal v motornem delu preostali pa so se nahajali v zunanjih posodah nad gosenicami. Za povečanje dosega je bilo na tank mogoče namestiti še dva 200 litrska soda za gorivo ter ju povezati z ostalim sistemom za gorivo kar je bilo v tankovskem svetu novost. Ob polnih tankih je T-55 lahko prevozil 715 km. Motor je bil opremljen s sistemom za vžig v hladnem podnebju.
Oklep tanka se je skozi leta in desetletja spreminjal, njegova debelina in tip jekla sta bila odvisna tudi od tega ali je šlo za domačo verzijo tanka ali za izvozno. Prve verzije tankov so imele oklep na sprednjem delu kupole, ta je bila najbolj izpostavljena, debel 120 mm z desetletji pa se je debelina oklepa povečala na 205 mm kar je povečalo možnost preživetja na bojišču. Nekatere države so debelino oklepa še dodatno povečale tako, da so na sprednji del kupole dodale jeklene plošče v osemdesetih letih dvajsetega stoletja pa so na tanke namestile še reaktivni oklep.
T-55 je bil prvi sovjetski tank, ter eden izmed prvih na svetu, ki je imel RKBO zaščito. Prvi tanki (T-54) so bili opremljeni le z osnovno zaščito proti radioaktivnemu sevanju, ki je radioaktivnemu prahu preprečevala vstop v tank. V začetku šestdesetih let so razvili nov RKBO sistem, ki je posadko zelo učinkovito ščitil tudi pred radioaktivni  sevanjem, kemičnimi ter biološkimi strupi. Tank je bil tudi prvi v Rdeči armadi, ki je bil opremljen s termo kamero ter laserskim daljinomerom.
Poleg veliko dobrih svari je imel tank tudi kar precej pomanjkljivosti. Zardi nizke zasnove je v tanku kronično primanjkovalo prostora kar je vplivalo na psihofizične sposobnosti posadke med bojem. Naborne komisije so zato iskale vojake nizke rasti. Zaradi pomanjkanja prostora so bile omejitve tudi pri nadgradnji notranje opreme. Nizka zasnova je vplivala tudi na top, ta se je lahko spustil le za 5º ( pri zahodnih tankih je bilo to mogoče za 10º), na hribovitem terenu je to lahko pomenilo veliko slabost saj tanki niso morali streljati na sovražnika ki je bil pod njimi. Čeprav je imel tank stabiliziran top ( ta med vožnjo omogoča učinkovito streljanje) v realnih razmerah top med vožnjo ni nič zadel zato se je moral tank pred vsakim strelom ustaviti s čimer je ta postal ranljiv za sovražnika. Oklep tanka je po 20 letih od uvedbe v uporabo postal zastarel posadki je nudil le minimalno zaščito in to le pred ročnim protioklepni orožjem. Sodobna protioklepna orožja so za tank in njegovo posadko pomenila gotovo smrt. Problem so poizkušali rešiti z dodatnimi jeklenimi ploščami in reaktivnim oklepom, ki pa sta razmere le malenkost izboljšala. Ker strelivo ni bilo zavarovano pred zunanjo eksplozijo ter tank ni imel gasilnega sistema se je dostikrat zgodilo, da je ta ob zadetku eksplodiral zaradi sekundarne eksplozije, zato so posadke tanku pravile kar železne krste. Sovjetska zveza se je teh napak dobro zavedala, zato so jih odpravili s številom tankom. Več tankov je pomenilo večjo možnost za zmago saj je bila izračunana življenjska doba tanka na morebitnem evropskem bojišču le 8 minut.

## Verzije
| Tip tanka     | Verzije |
| ------------- | --- |
| T-54          | T-54-1, T-54-2, T-54A, T-54B, T-54K1, T-54K2, T-54AK1, T-54AK2, T-54BK1, T-54BK2, T-54MK1, T-54MK2 |
| T-55          | T-55, T-55A, T-55K1, T-55K2, T-55K3, T-55AK1, T-55AK2, T-55AK3, T-55MK1, T-55MK2, T-55MK3 |
| Modernizacije | T-54M, T-54AM, T-55M, T-55AD "Drozd", T-55MV, T-55M5, T-55M6 |
| Ostala vozila | ZSU-57-2 (samohodni protiletalski top) BTS, BTR-T (oklepnik za prevoz pehote) MT-55, MTU-12, MTU-20 (polagalec mostu) T-54/T-55 z BTU, ALT-55, T-55 MARRS, IMR, SPK-12G, MTP-3 (inženirsko vozilo) BMR-1, BMR-2 (polagalec min) OT-54, TO-55, Objekt 483 (plamenometalec) SU-122-54 (samohodni top) GPM-54 (gasilno vozilo) |

## Uporabniki
| Države uporabnice               | Države uporabnice     |
| ------------------------------- | --------------------- |
| Rusija                          |                       |
| Afganistan okoli 600            | Mali 12               |
| Angola okoli 200                | Mavretanija 35        |
| Armenija okoli 80               | Mongolija 370         |
| Bangladeš 122                   | Mozambik okoli 60     |
| Bosna in Hercegovina 75         | Nikaragva okoli 20    |
| Kambodža 220                    | Nigerija 31           |
| Čad 60                          | Peru okoli 300        |
| Demokratična republika Kongo 20 | Romunija več kot 2000 |
| Kongo 25                        | Ruanda 24             |
| Kuba 1.100                      | Šrilanka 62           |
| Egipt 260                       | Sudan 200             |
| Eritreja 150                    | Sirija okoli 2000     |
| Etiopija okoli 250              | Tanzanija 30          |
| Gruzija 26                      | Togo 1                |
| Gvineja 8                       | Uganda 152            |
| Iran okoli 200                  | Urugvaj 15            |
| Irak okoli 80                   | Jemen 450             |
| Severna Koreja 3.500            | Zambija 10            |
| Laos 15                         | Zimbabve 20           |
| Libanon 204                     | Abhazija okoli 50     |
| Libija 210                      | Slonokoščena obala 10 |